# Herröds och Boses saga
Herröds och Boses saga är en fornaldarsaga från omkring 1300, bevarad i tre manuskript från 1400-talet. Sagan handlar om fosterbröderna Herröd (fornnordiska Herrauðr) och Bose (Bòsi).
Sagan inleds med den mäktige kung Ring (fornnordiska Hringr) av Östergötland, som beskrivs som son till Göte, och halvbror till Götrik den milde av Västergötland. Sagan handlar sedan om Rings son, Herröd, som tar över kungadömet efter Ring, och Herröds fosterbror Bose, som är den trollkunniga Buslas fosterson. Sagan utspelar sig i Sverige och behandlar en mängd äventyr, en del av riktigt skabrös art. Herröd får omsider en dotter vid namn Tora Borgarhjort (Þóra Borgarhjörtr) som blir den berömde vikingen Ragnar Lodbroks hustru. 
Sagan utgavs i Uppsala i nysvensk översättning på 1670-talet av Olof Verelius.